# Spinus notatus
El jilguero cabecinegro o dominico cabecinegro (Spinus notatus) es una especie de ave paseriforme de la familia Fringillidae propia de México y América Central. Spinus notatus pasa a ser sinónimo el nombre actual es Carduelis notata  [ https://www.researchgate.net/publication/332530565] 

## Distribución y hábitat
Se puede encontrar en Belice, El Salvador, Guatemala, Honduras, México, y Nicaragua.
Sus hábitats naturales son los bosques húmedos de montaña tropicales o subtropicales.

## Taxonomía
Esta especie es considerada la parental existente de la radiación evolutiva de los lúganos sudamericanos

## Evolución
Esta lúgano es una de las especies parentales de las 3 radiaciones evolutivas norteamericanas de Spinus/Carduelis. Precisamente de la que extendió a América del Sur después de que se cerrara el istmo de Panamá. Es decir, sería la especie parental de los lúganos: atrata, crassirostris,spinescens, cucullata, yarrelli, magellanica, olivacea, xanthogastra y barbata y, además, algunos otros.

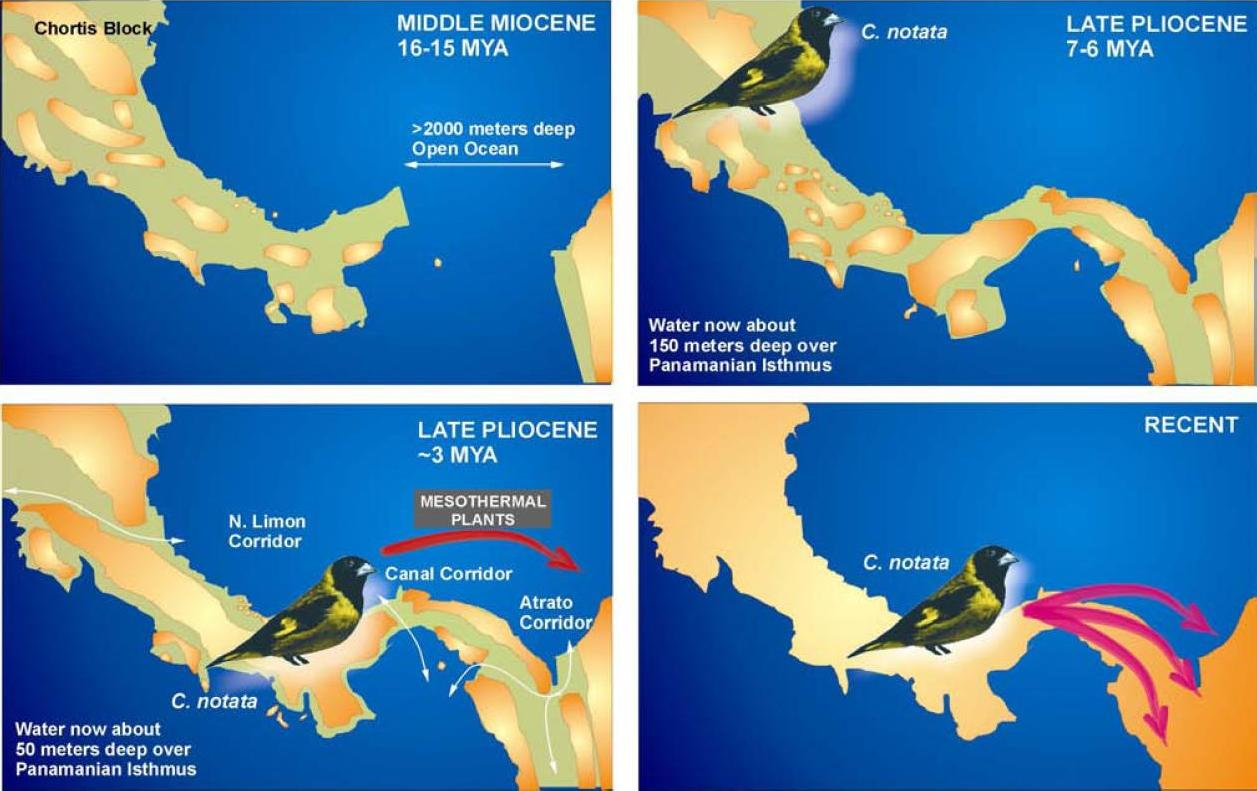
El Carduelis notata (o un pariente próximo) pasó el istmo de Panamá al cerrarse originando la radiación sudamericana